# Slobodan Lakićević
Slobodan Lakićević (Bijelo Polje, 1988. január 12. –) egyszeres montenegrói válogatott labdarúgó. 

## Pályafutása
Lakićević pályafutása során megfordult német, bosnyák, montenegrói és magyar csapatokban is. 2010-ben egy Macedónia elleni barátságos mérkőzésen pályára lépett a montenegrói válogatottban.

## Mérkőzései a montenegrói válogatottban
| #  | Dátum            | Ellenfél  | Eredmény | Kiírás              | Esemény |
| -- | ---------------- | --------- | -------- | ------------------- | ------- |
| 1. | 2010. március 3. | Macedónia | 1 – 2    | barátságos mérkőzés | 77'     |